# Josep Sánchez Cervelló
Josep Sánchez Cervelló (Flix, 1958) es un historiador español, catedrático de la Universidad Rovira i Virgili. Discípulo de Hipólito de la Torre, es especialista en temas portugueses. En 2014 fue reconocido como Hijo Adoptivo de Tarragona.

## Obras
- — (1993). A revolução portuguesa e a sua influência na transição espanhola (1961-1976). Lisboa: Assirio & Alvim.[4]
- — (1998). El último imperio occidental: la descolonización portuguesa (1974-1975). Mérida: UNED. Centro Regional de Extremadura.[5]
- — (2001). Conflicte i violència a l'Ebre. De Napoleó a Franco. Barcelona: Editorial Flor del Vent.[6]
- — (2011). La Segunda República en el exilio (1939-1977). Barcelona: Planeta.[7]